# Paulo Martins Garro
Paulo Martins Garro foi um administrador colonial português.
Foi capitão-mor da capitania do Grão-Pará, de 1 de abril de 1668 a 9 de junho de 1669.